# Bredůvka
Bredůvka (německy Bredau) je malá vesnice, část obce Nekoř v okrese Ústí nad Orlicí. Nachází se asi 2 km na jihovýchod od Nekoře. Prochází zde silnice I/11. V roce 2009 zde bylo evidováno 24 adres. V roce 2001 zde trvale žilo 63 obyvatel.
Bredůvka leží v katastrálním území Nekoř o výměře 10,95 km2.

## Historie
Bredůvka (původně nazývaná Bredovka) byla založena Janem Václavem Bredou, majitelem Kyšperského panství roku 1734. Bredůvka byla vystavěna
na vrchnostenských pozemcích a pozemcích získaných výměnou od hornonekořských sedláků.

## Galerie

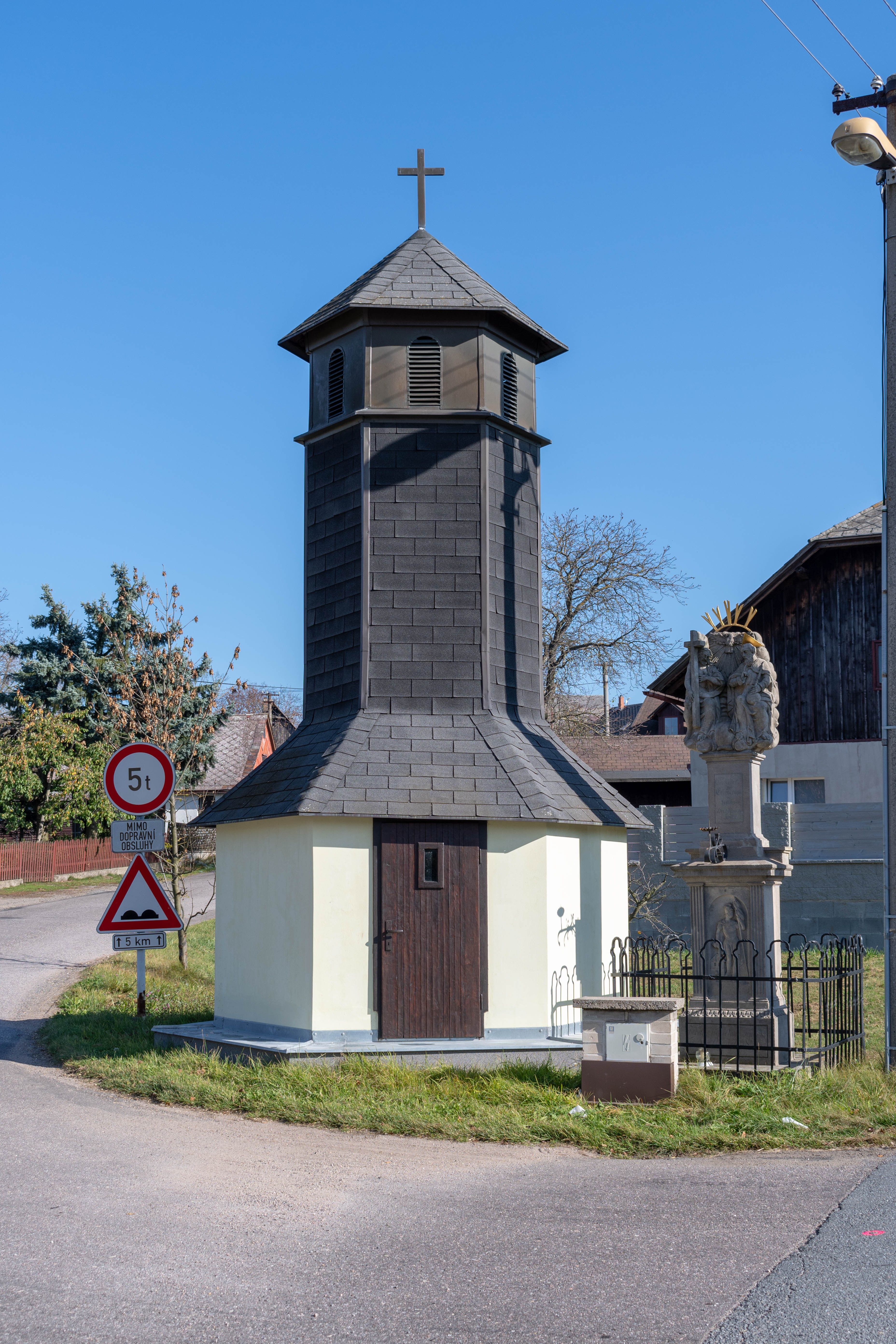
Zvonička
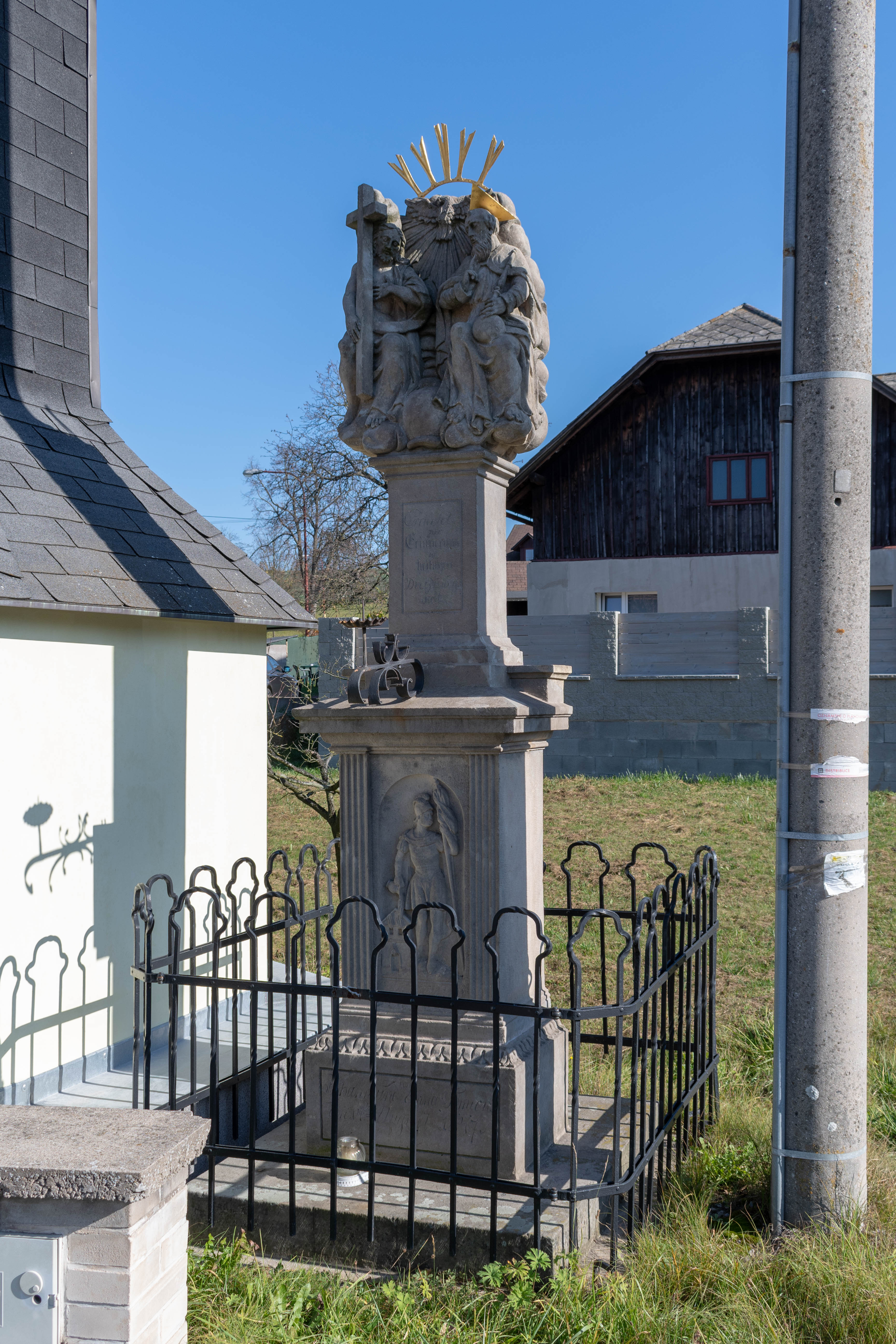
Socha Svaté Trojice